# Grzegorz Fonfara
Grzegorz Fonfara (ur. 8 czerwca 1983 w Katowicach) – polski piłkarz grający na pozycji pomocnika w Szczakowiance Jaworzno. Jest bratem hokeisty Romana Fonfary.
Grzegorz Fonfara swoją karierę zaczynał w GKS-ie Katowice. W 2005 roku przeszedł do GKS-u Bełchatów, gdzie występował do końca sezonu 2011/2012. W sierpniu 2012 roku ponownie związał się z GKS-em Katowice. Po krótkim epizodzie w Energetyku ROW Rybnik, od 2015 roku występuje w Zagłębiu Sosnowiec.
W grudniu 2006 roku został powołany do reprezentacji Polski na mecz ze Zjednoczonymi Emiratami Arabskimi, ale w spotkaniu tym nie zagrał. Trzy dni później wystąpił w charytatywnym pojedynku przeciwko reprezentacji Śląska.

## Statystyki klubowe
Aktualne na 1 lipca 2019:
| Klub                   | Sezon              | Liga               | Liga  | Liga   | Puchar kraju | Puchar kraju | Europa | Europa | Puchar Ligi | Puchar Ligi | Suma  | Suma   |
| Klub                   | Sezon              | Liga               | Mecze | Bramki | Mecze        | Bramki       | Mecze  | Bramki | Mecze       | Bramki      | Mecze | Bramki |
| ---------------------- | ------------------ | ------------------ | ----- | ------ | ------------ | ------------ | ------ | ------ | ----------- | ----------- | ----- | ------ |
| GKS Katowice           | 2001/2002 w        | Ekstraklasa        | 1     | 0      | 0            | 0            | –      | –      | 1           | 0           | 2     | 0      |
| GKS Katowice           | 2002/2003          | Ekstraklasa        | 28    | 1      | 1            | 0            | –      | –      | –           | –           | 29    | 1      |
| GKS Katowice           | 2003/2004          | Ekstraklasa        | 24    | 0      | 5            | 0            | 1      | 0      | –           | –           | 30    | 0      |
| GKS Katowice           | 2004/2005 j        | Ekstraklasa        | 12    | 1      | 0            | 0            | –      | –      | –           | –           | 12    | 1      |
| GKS Katowice           | Ogólnie            | Ogólnie            | 65    | 2      | 6            | 0            | 1      | 0      | 1           | 0           | 73    | 2      |
| GKS Bełchatów          | 2004/2005 w        | II liga            | 3     | 0      | 0            | 0            | –      | –      | –           | –           | 3     | 0      |
| GKS Bełchatów          | 2005/2006          | Ekstraklasa        | 23    | 0      | 1            | 0            | –      | –      | –           | –           | 24    | 0      |
| GKS Bełchatów          | 2006/2007          | Ekstraklasa        | 20    | 1      | 0            | 0            | –      | –      | 4           | 0           | 24    | 1      |
| GKS Bełchatów          | 2008/2009          | Ekstraklasa        | 9     | 0      | 0            | 0            | –      | –      | 7           | 0           | 16    | 0      |
| GKS Bełchatów          | 2009/2010          | Ekstraklasa        | 11    | 0      | 1            | 0            | –      | –      | –           | –           | 12    | 0      |
| GKS Bełchatów          | 2010/2011          | Ekstraklasa        | 23    | 1      | 2            | 0            | –      | –      | –           | –           | 25    | 1      |
| GKS Bełchatów          | 2011/2012          | Ekstraklasa        | 25    | 0      | 0            | 0            | –      | –      | –           | –           | 25    | 0      |
| GKS Bełchatów          | Ogólnie            | Ogólnie            | 114   | 2      | 4            | 0            | 0      | 0      | 11          | 0           | 126   | 2      |
| GKS Katowice           | 2012/2013          | I liga             | 29    | 5      | 0            | 0            | –      | –      | –           | –           | 29    | 5      |
| GKS Katowice           | 2013/2014          | I liga             | 27    | 4      | 2            | 0            | –      | –      | –           | –           | 29    | 4      |
| GKS Katowice           | Ogólnie            | Ogólnie            | 56    | 9      | 2            | 0            | 0      | 0      | 0           | 0           | 58    | 9      |
| Energetyk ROW Rybnik   | 2014/2015 j        | II liga            | 18    | 4      | 2            | 0            | –      | –      | –           | –           | 20    | 4      |
| Energetyk ROW Rybnik   | Ogólnie            | Ogólnie            | 18    | 4      | 2            | 0            | 0      | 0      | 0           | 0           | 20    | 4      |
| Zagłębie Sosnowiec     | 2014/2015 w        | II liga            | 9     | 0      | 0            | 0            | –      | –      | –           | –           | 9     | 0      |
| Zagłębie Sosnowiec     | 2015/2016          | I liga             | 23    | 5      | 4            | 0            | –      | –      | –           | –           | 27    | 5      |
| Zagłębie Sosnowiec     | Ogólnie            | Ogólnie            | 32    | 5      | 4            | 0            | 0      | 0      | 0           | 0           | 36    | 5      |
| Stal Mielec            | 2016/2017 j        | I liga             | 7     | 0      | 0            | 0            | –      | –      | –           | –           | 7     | 0      |
| Stal Mielec            | Ogólnie            | Ogólnie            | 7     | 0      | 0            | 0            | 0      | 0      | 0           | 0           | 7     | 0      |
| Rozwój Katowice        | 2016/2017 w        | II liga            | 12    | 2      | 0            | 0            | –      | –      | –           | –           | 12    | 2      |
| Rozwój Katowice        | Ogólnie            | Ogólnie            | 12    | 2      | 0            | 0            | 0      | 0      | 0           | 0           | 12    | 2      |
| Gwarek Tarnowskie Góry | 2017/2018          | III liga           | 25    | 3      | 1            | 0            | –      | –      | –           | –           | 26    | 3      |
| Gwarek Tarnowskie Góry | 2018/2019          | III liga           | 10    | 1      | 0            | 0            | –      | –      | –           | –           | 10    | 1      |
| Gwarek Tarnowskie Góry | Ogólnie            | Ogólnie            | 35    | 4      | 1            | 0            | 0      | 0      | 0           | 0           | 36    | 4      |
| Ogólnie w karierze     | Ogólnie w karierze | Ogólnie w karierze | 339   | 28     | 19           | 0            | 1      | 0      | 12          | 0           | 371   | 28     |